# Kentish Town
Kentish Town er et område i det nordvestlige London, England i London Borough of Camden, umiddelbart nord for Camden Town. Det ligger mindre end 6 km fra det centrale London, og Kentish Town har gode transportforbindelser. Det ligger tæt på det store grønne område Hampstead Heath. 
51°32′41″N 0°08′45″V / 51.5447°N 0.1459°V